# Ouintini
Ouintini är en ort i Burkina Faso.   Den ligger i provinsen Province du Bam och regionen Centre-Nord, i den centrala delen av landet, 100 km norr om huvudstaden Ouagadougou. Ouintini ligger 317 meter över havet och antalet invånare är 743.
Terrängen runt Ouintini är platt. Runt Ouintini är det ganska tätbefolkat, med 179 invånare per kvadratkilometer.. Närmaste större samhälle är Souryala, 9,0 km väster om Ouintini.
Trakten runt Ouintini består i huvudsak av gräsmarker.